# Тулум
20°12′53″ пн. ш. 87°25′44″ зх. д. / 20.214722222222° пн. ш. 87.428888888889° зх. д.
Тулум (май. Tulu'um, ісп. Tulum) — стародавнє місто мая, морський порт на східному узбережжі Юкатану (єдиний відомий теперішній науці маянський порт).

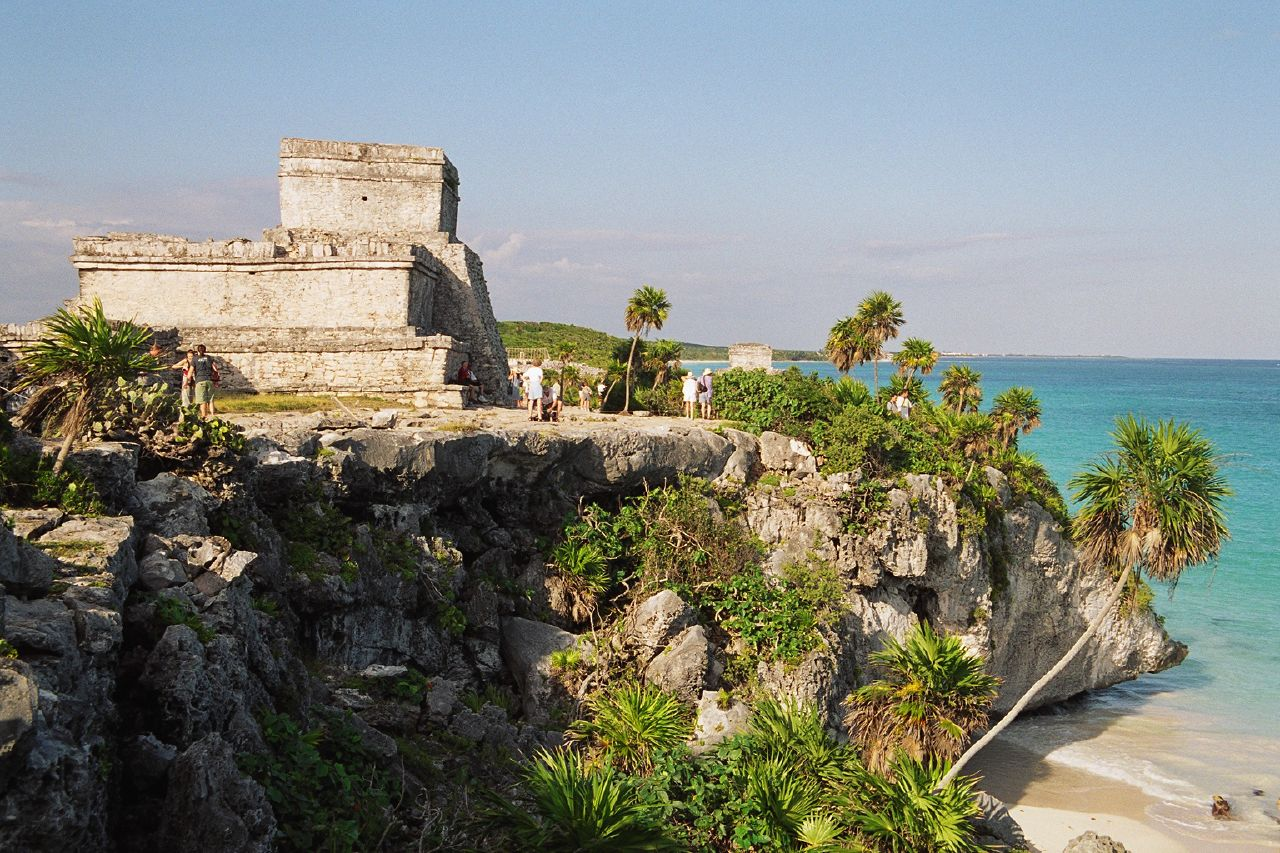
Тулум. Вигляд з боку моря

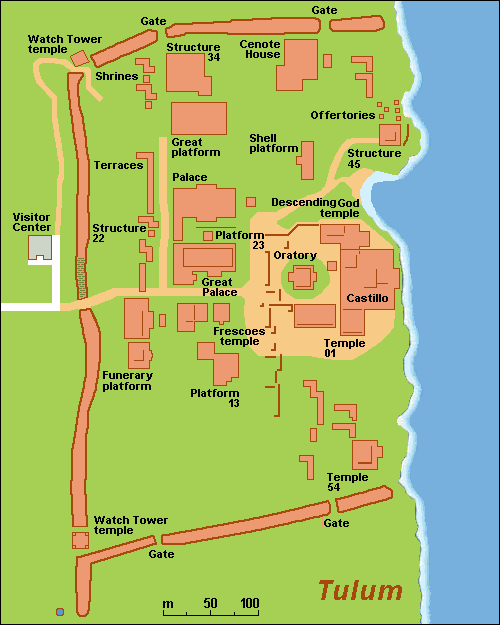
Мапа Тулума

Назва походить від юкатекського «tulúm» — «мур». Тулум і справді був оточений мурами (на відміну від інших маянських міст). Місто відоме також під назвою Сама («місто світанку»).
Виник, імовірно, наприкінці XII ст. (хоча у місті знайдена й стела, датована 564 роком, можливо перенесена сюди з іншого міста). Був тісно пов'язаний із сусідньою Кобою (іноді Тулум називають «портом Коби»). Головний центр вшанування «Бога, що пірнає».
Тулум став першим містом мая, який побачили європейці, — під час експедиції Хуана де Гріхальви. Існував на початку колоніальної доби, проте швидко знелюднив і був остаточно залишений мешканцями до кінця XVI ст.